# Osmia nigriventris
Osmia nigriventris  (лат.) — вид пчёл рода осмии из трибы Osmiini семейства Мегахилиды. Северная Америка, Северная Евразия.

## Распространение
Голарктика: Канада, США, Европа (от Испании до Швеции), Россия, Китай. В Северной Америке встречаются от Орегона, Айдахо, Вайоминга, Мичигана на север до Аляски,  Юкона и Северо-Западных Территорий Канады, на восток до Онтарио и Квебека и Ньюфаундленда. В Палеарктике отмечены от Италии, Франции и Словакии на север до Норвегии, Швеции и Финляндии, и на восток до Монголии, Северного Китая, Сибири и Дальнего Востока России

## Описание
Длина около 1 см. Основная окраска почти полностью чёрная, неблестящая. Osmia nigriventris полилекты, посещают разнообразные цветковые растения с предпочтением представителей рода Vaccinium (Ericaceae), а также такие цветковые как Amelanchier, Arctostaphylos, Hedysarum, Taraxacum. Гнездятся в старых ходах древесных насекомых в мёртвой древесине, используя пережеванные листья в постройке перегородок гнездовых ячеек. 1-й и 2-й тергиты в светлом опушении. Грудь с боков в коричневато-жёлтых волосках. Брюшко чёрное. Срединное поле, как и у других членов подрода Melanosmia матовое или слабо блестящее
Вид был впервые описан в 1838 году шведским энтомологом Иоганном Цеттерштедтом (1785—1874) первоначально под названием Anthophora (Osmia) inermis Zetterstedt, 1838. Кромбейн (Krombein, 1979) поместил вид в состав подрода Centrosmia. Миченер (Michener, 2000) рассматривал группу Centrosmia как искусственную («artificial assemblage of species») и включил подроды Centrosmia, Chenosmia, Monilosmia и Nothosmia в состав подрода Melanosmia. Валидный статус вида был подтверждён в ходе ревизии неарктических таксонов рода американскими энтомологами Молли Райтмиер, Терри Грисволдом (Molly G. Rightmyer, Terry Griswold, USDA-ARS Bee Biology and Systematics Laboratory, Utah State University, Logan UT, США) и Майклом Ардусером (Michael S. Arduser, Missouri Department of Conservation, Миссури, США). Таксон Osmia nigriventris близок к виду Osmia bucephala, отличаясь окраской и формой ног и наличника.